# Alex Berenson
Pour les articles homonymes, voir Berenson.
Alex Berenson, né le 6 janvier 1973 à New York, dans l'État de New York, aux États-Unis, est un journaliste et un écrivain américain, auteur de roman policier et de roman d'espionnage.

## Biographie
Alex Berenson naît à New York et grandit à Englewood dans le New Jersey. Il obtient un B.A. en histoire et économie à l'université Yale.
Il rejoint le The Denver Post en 1994 comme journaliste économique, puis intègre l'équipe du journal numérique TheStreet.com, fondé par Jim Cramer en 1996. Il travaille ensuite pour le New York Times dès 1999 en tant que reporter d'investigation. Il couvre notamment le conflit irakien en 2003 et 2004 et enquête sur le système de Ponzi, mis en place par Bernard Madoff.
S'inspirant de son expérience de journaliste, il commence une carrière d'écrivain en 2006. Il signe plusieurs romans d'espionnage ayant pour personnage central l'agent de la CIA John Wells. Il obtient notamment le Prix Edgar-Allan-Poe du meilleur premier roman pour The Faithful Spy en 2007.
À la suite du succès de ses livres, il devient écrivain à temps plein à partir de 2010.
Plusieurs romans de Berenson ont été traduits en français, d'abord par les Éditions du Seuil, puis par Calmann-Lévy dans sa nouvelle collection dirigé par Robert Pépin.
Il est régulièrement critiqué pour des pratiques de désinformation sur les drogues ou sur le COVID-19. Plus d'une centaine de scientifiques et de médecins ont ainsi publiquement dénoncé ses propos sur le cannabis. Ses affirmations sur le COVID ont été régulièrement critiquées et considérées comme fausses,. Il intervient régulièrement dans les médias conservateurs américains, comme Fox News, Breitbart News ou The Daily Caller.
En juin 2020, il déclare sur son compte Twitter que l'entreprise de commerce électronique américaine entreprise Amazon a refusé de mettre en vente un livre dans lequel il expose son scepticisme à l'égard du COVID-19. Amazon est finalement revenu sur sa décision à la suite de la polémique suscitée par cette affaire, Alex Berenson ayant notamment reçu le soutien du milliardaire Elon Musk. 
Le 28 août 2021, il est définitivement suspendu par Twitter qui considére que des opinions qu'il a exprimé sur la Covid-19 en utilisant ce service en ligne sont de la désinformation, en violation répétée de la politique du réseau social. Fin 2022, les  « Twitter files » montrent que lorsque l'administration Biden arrive au pouvoir, l'une de leurs premières demandes de rencontre avec les dirigeants de Twitter concerne le Covid, l'accent étant mis sur les comptes anti-vaccins,  en particulier celui d'Alex Berenson. Le compte de Berenson est suspendu quelques heures après une déclaration de Joe Biden selon laquelle les médias sociaux « tuaient des gens » pour avoir permis la désinformation sur les vaccins.

## Œuvre

### SérieJohn Wells
- The Faithful Spy (2006) Publié en français sous le titre L'Espion fidèle, traduction de Marie-France de Paloméra, Paris, Seuil, coll. Thrillers, 2007.
- The Ghost War ou The Ghost Agent (2008) Publié en français sous le titre La Guerre fantôme, traduction de Marie-France de Paloméra, Paris, Seuil, coll. Thrillers, 2010.
- The Silent Man (2009) Publié en français sous le titre Un homme de silence, traduction de Marie-France de Paloméra, Paris, Calmann-Lévy, coll. Robert Pépin présente …, 2011.
- The Midnight House (2010) Publié en français sous le titre Départ de feu, traduction de Marie-France de Paloméra, Paris, Calmann-Lévy, coll. Robert Pépin présente …, 2012.
- The Secret Soldier (2011)
- The Shadow Patrol (2012)
- The Night Ranger (2013)
- The Counterfeit Agent (2014)
- Twelve Days (2015)
- The Wolves (2016)
- The Prisoner (2017)
- The Deceivers (2018)

### Autre roman
- The Power Couple (2021)

### Essais
- The Number (2003)
- Lost in Kandahar (2011)
- The Prince of Beers (2012)

## Prix et distinctions notables
- Prix Edgar-Allan-Poe 2007 du meilleur premier roman pour The Faithful Spy.